# Frantic Sunday
Frantic Sunday är ett svenskt indierockband från Uppsala, bildat 2008 som består av Ola Renman, Henrik Nilsson, Joel Yngvesson och Tomas Karlsson. Frantic Sunday är ett utpräglat liveband och har internationellt haft spelningar i USA, Kanada, Tjeckien, Tyskland och Norge. Större svenska spelningar har bandet haft på Way Out West, Peace and Love och Hultsfredsfestivalen. Frantic Sunday distribueras av Universal Music. I början av 2016 meddelade bandet att de beslutat sig för att ta en paus på obestämd tid. En avskedskonsert hölls de 14 april 2016 på Katalin i Uppsala.

## Musikkarriär
Frantic Sunday kontrakterades till skivbolaget Ninetone Records våren 2014, efter att bandets management kontaktat bolaget . Bandet hade då redan spelat in sitt debutalbum i Polarstudion, Stockholm med producent Lennart Östlund mellan november 2013 och mars 2014. Dessförinnan hade videon till singeln "I'm Your Volunteer" roterat på MTV och singeln "The City Is Listening" roterat på Sveriges Radio P3, våren 2011. Bandet gjorde internationell festivaldebut i augusti 2012 på Sazavafest i Tjeckien, och gjorde sina första turnéer i Nordamerika och i Tyskland under 2013.
I juni 2014 släpptes första singeln från debutalbumet, den hette "The Skies" och nådde plats 6 på svenska iTuneslistan. I september släpptes andra singeln "Heartbeats and Soundsystems" som nådde plats 3 på svenska iTuneslistan samt rotation på P3. 22 oktober 2014 släpptes debutalbumet "Frantic Sunday", vilket möttes av uppskattande recensioner .
Albumsläppet följdes av en Sverigeturné och singeln "Heartbeats and Soundsystems" var med i soundtracket till Filip och Fredriks långfilm "Trevligt Folk" som hade biopremiär i januari 2015. Samma månad började Frantic Sunday spela in ett andra album med Patrik Frisk som producent, i Ninetone Studios i Sundsvall. Första singeln från det planerade andra albumet hette "We're The Future" och släpptes 22 maj 2015. Den roterade på SR P3 i 15 veckor.
Våren 2016 meddelade bandet att de beslutat att gå skilda vägar och ta en paus på obestämd tid. Bandets sista spelning hölls de 14 april 2016 på baren Katalin i deras hemstad Uppsala. I mars 2016 presenterade sångaren Tomas Karlsson sitt nya band Rhymes, vilket han bildat med vännerna Erik Eklund, Adam Ehlert och Oscar Lindberg.

## Bandmedlemmar
- Ola Renman: elbas
- Henrik Nilsson: trummor
- Joel Yngvesson: gitarr
- Tomas Karlsson: sång, synthesizer

## Diskografi

### Album
- 2014 - Frantic Sunday (Ninetone/Universal)

### Singlar
- 2015 - We're The Future (Ninetone/Universal)
- 2015 - Anything But Love (Ninetone/Universal)
- 2014 - Heartbeats and Soundsystems (Ninetone/Universal)
- 2014 - The Skies (Ninetone/Universal)
- 2013 - Peace Sign (egen utgivning)
- 2013 - Ikaros (egen utgivning)
- 2012 - Things We Do (egen utgivning)
- 2011 - The City Is Listening (egen utgivning)
- 2011 - Now I See It, Now I Love It (egen utgivning)
- 2010 - This Passion Won't Give Me No Rest (egen utgivning)
- 2009 - Sunday School (egen utgivning)
- 2009 - I'm Your Volunteer (egen utgivning)
- 2008 - A Bitter Day For The Sunshine (egen utgivning)